# 에버 브릭스
에버 브릭스(Ever Bricks)는 KT테크가 2011년 1월 11일에 출시한 피처폰이다.